# Tituly a vyznamenání Mauna Koivista

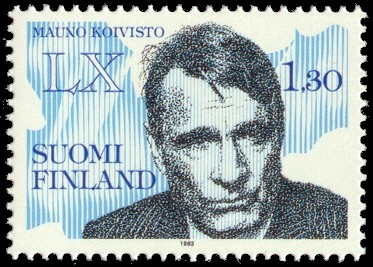
Finská poštovní známka s portrétem M. Koivista

Mauno Henrik Koivisto, finský politik a bývalý prezident Finska, obdržel během svého života řadu národních i zahraničních vyznamenání. Během svého prezidentského funkčního období v letech 1982–1994 byl také nejvyšší představitelem finských řádů.

## Vyznamenání

Erb Mauna Koivista jakožto rytíře Řádu Karla III.

Erb M. Koivista jakožto rytíře Řádu Serafínů

### Finská vyznamenání

#### Velmistr
Mauno Koivisto byl v období od 27. ledna 1982 do 1. března 1994 velmistrem finských řádů.
- Řád bílé růže
- Řád finského lva
- Řád kříže svobody

#### Osobní vyznamenání
- velkokříž Řádu bílé růže – 1970
- Pamětní medaile na válku 1939–1940 – 1941
- Pamětní medaile na válku 1941–1945 – 1956
- Vojenská záslužná medaile – 1980

### Zahraniční vyznamenání
- Bulharsko
  -  velkokříž Řádu Stará planina – 1985
- Československo
  -  Řád Bílého lva I. třídy s řetězem, civilní skupina – 13. března 1987[1]
- Dánsko
  -  rytíř Řádu slona – 20. dubna 1983[2]
- Estonsko
  -  Řád kříže země Panny Marie I. třídy – 16. listopadu 2001[3]
- Francie
  -  velkokříž Národního řádu za zásluhy
  -  velkokříž Řádu čestné legie
- Island
  -  velkokříž s řetězem Řádu islandského sokola – 20. října 1982[4]
- Itálie
  -  velkokříž s řetězem Řádu zásluh o Italskou republiku – 14. září 1993[5]
- Japonsko
  -  velkokříž Řádu chryzantémy – 1986
- Jordánsko
  -  řetěz Řádu al-Husajna bin Alího – 1987
- Jugoslávie
  -  velkohvězda Řádu jugoslávské hvězdy – 1986[6][7]
- Kolumbie
  -  velkokříž Řádu San Carlos – 1979
- Lucembursko
  -  rytíř Nasavského domácího řádu zlatého lva – 1993
- Maďarsko
  -  Řád praporu Maďarské lidové republiky I. třídy – 1971
  -  Řád praporu Maďarské lidové republiky I. třídy s diamanty – 1983
  -  velkokříž Záslužného řádu Maďarské republiky – 1993
- Německo
  -  velkokříž speciální třídy Záslužného řádu Spolkové republiky Německo – 1985
- Nepál
  -  Řád Ojaswi Rajanya
- Nizozemsko
  -  velkokříž Řádu nizozemského lva – 1990
- Norsko
  -  velkokříž Řádu svatého Olafa – 1980
  -  velkokříž s řetězem Řádu svatého Olafa – 8. března 1983[8]
- Polsko
  -  Řád bílé orlice – 25. října 1993 – udělil prezident Lech Wałęsa za jeho mimořádný přínos k rozvoji přátelství a vzájemných vztahů mezi Polskem a Finskem[9]
  -  velkokříž Řádu za zásluhy Polské lidové republiky – 1989
- Portugalsko
  -  velkokříž s řetězem Řádu prince Jindřicha – 22. dubna 1992[10]
- Rakousko
  -  velkohvězda Čestného odznaku Za zásluhy o Rakouskou republiku – 1985
- San Marino
  -  velkokříž s řetězem Rytířského řádu San Marina – 1984
- Sovětský svaz
  -  Leninův řád – 1983
- Spojené království
  -  Řád britského impéria
  -  čestný rytíř velkokříže Řádu svatého Michala a svatého Jiří – 1984[11]
- Španělsko
  -  velkokříž s řetězem Řádu Karla III. – 30. června 1989 – udělil král Juan Carlos I.[12]
- Švédsko
  -  rytíř Řádu Serafínů – 16. dubna 1982[13]
- Východní Německo
  -  velkohvězda Řádu hvězdy přátelství národů – 1984

## Akademické tituly

### Doctor honoris causa
- Univerzita v Turku – 1977
- Åbo Akademi – 1978
- Univerzita v Toulouse – 1983
- Tamperská univerzita – 1985
- Univerzita Karlova – 1987
- Helsinská univerzita – 1988
- Helsinská univerzita – 1990